# Гоентанн
Гоентанн (нім. Hohenthann) — громада в Німеччині, знаходиться в землі Баварія. Підпорядковується адміністративному округу Нижня Баварія. Входить до складу району Ландсгут.
Площа — 68,32 км2. Населення становить 4230 ос. (станом на 31 грудня 2020).